# Газель-доркас
Газель-доркас (лат. Gazella dorcas) — парнокопытное млекопитающее из семейства полорогих.

## Описание
Небольшая газель, длина тела достигает 90—110 см, высота в холке — 55—65 см, масса — 15—23 кг, длина рогов 25—38 см у самцов и 15—25 см у самок, длина хвоста 15—20 см. Будучи обитателем пустынь, газель-доркас благодаря своей окраске песчаного цвета идеально замаскирована. Нижняя сторона тела у неё белая, бока слегка красноватые.

## Ареал и места обитания
Ареал газели-доркас охватывает Северную Африку, Израиль, Ливан, Иорданию, Сирию, Ирак, запад Саудовской Аравии и Йемен.

## Образ жизни
Она может вообще ничего не пить, так как всю потребность в жидкости она в состоянии покрывать за счёт росы на растениях, которыми она питается, а также за счёт водосохраняющих растений, произрастающих в пустыне.

## Подвиды
Выделяют от 5 до 7 подвидов газели-доркас:
- Gazella dorcas dorcas Linnaeus, 1758 — номинативный подвид, Ливийская пустыня в пределах западного Египта;
- Gazella dorcas beccarii De Beaux, 1931 — Эритрейская газель-доркас[3], эндемик Эритреи, где обитает в горах в верховьях реки Ансэба;
- Gazella dorcas isabella Gray, 1846 — Изабелловая газель-доркас[3], распространена вдоль африканского побережья Красного моря от северо-восточного Египта до восточной Эфиопии;
- Gazella dorcas massaesyla Cabrera, 1928 — высокие плато Марокко и Западной Сахары;
- Gazella dorcas osiris Blaine, 1913 — Сахарская газель-доркас[3], южная и восточная части пустыни Сахара;
- Gazella dorcas neglecta — плато западной и центральной Сахары, часто включается в состав подвида G. d. osiris[5];
- Gazella dorcas pelzelni[6] Kohl, 1886 — Газель-доркас Пельцельна[3], некоторыми исследователями выделяется в отдельный вид Gazella pelzelni[3].

## Статус угрозы
МСОП классифицирует газель-доркас как редкий и находящийся под угрозой вымирания вид. Многие богатые семьи в арабских странах Ближнего востока предпринимают поездки в пустыню, при которых охота на антилоп приобретает характер военной операции. Газелей подстреливают из вертолётов и машин.

## Этимология
Доркас является греческим словом, обозначающим газель. Само слово газель происходит от арабского ghazal.

## Галерея

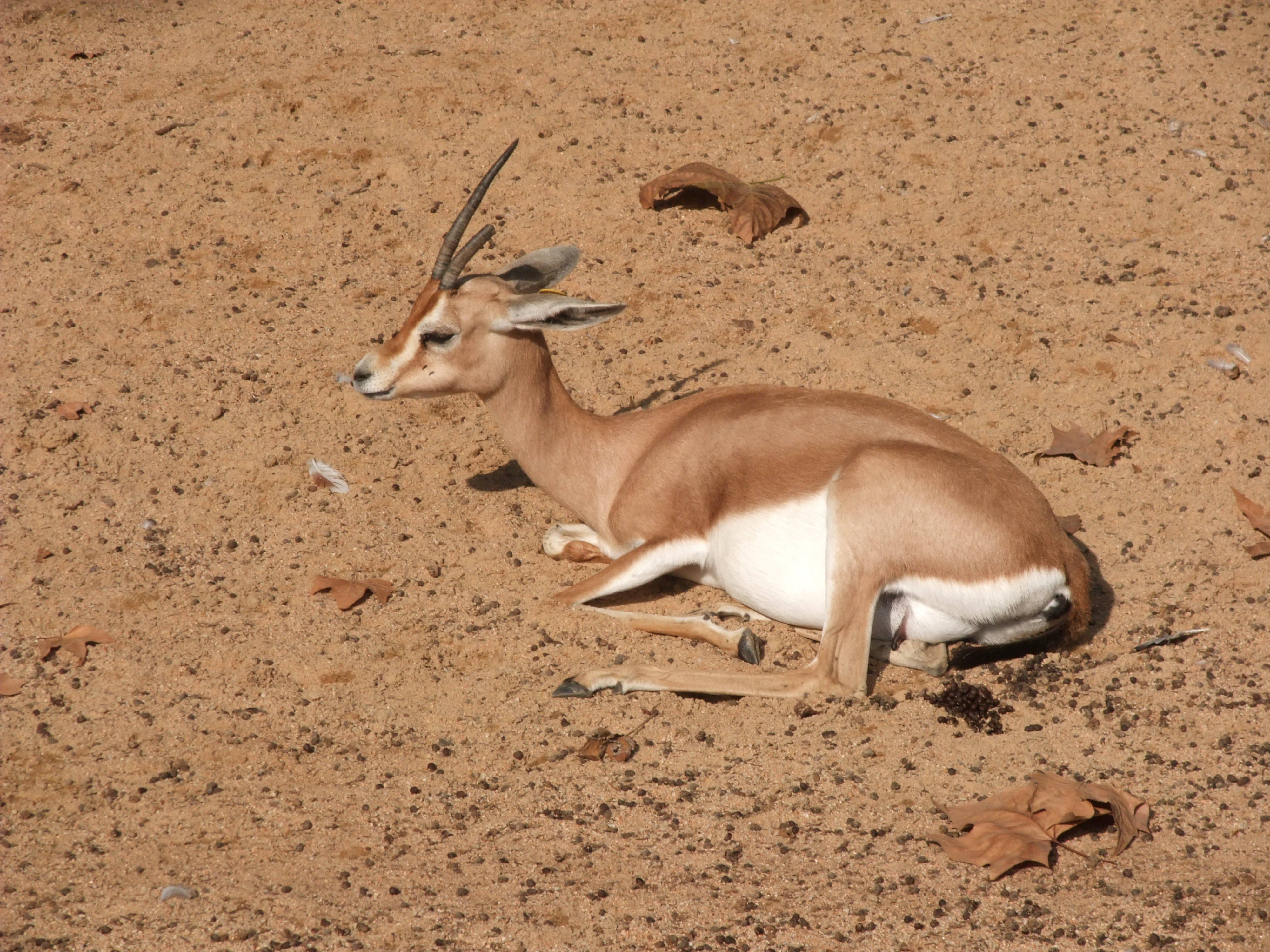
G. d. neglecta
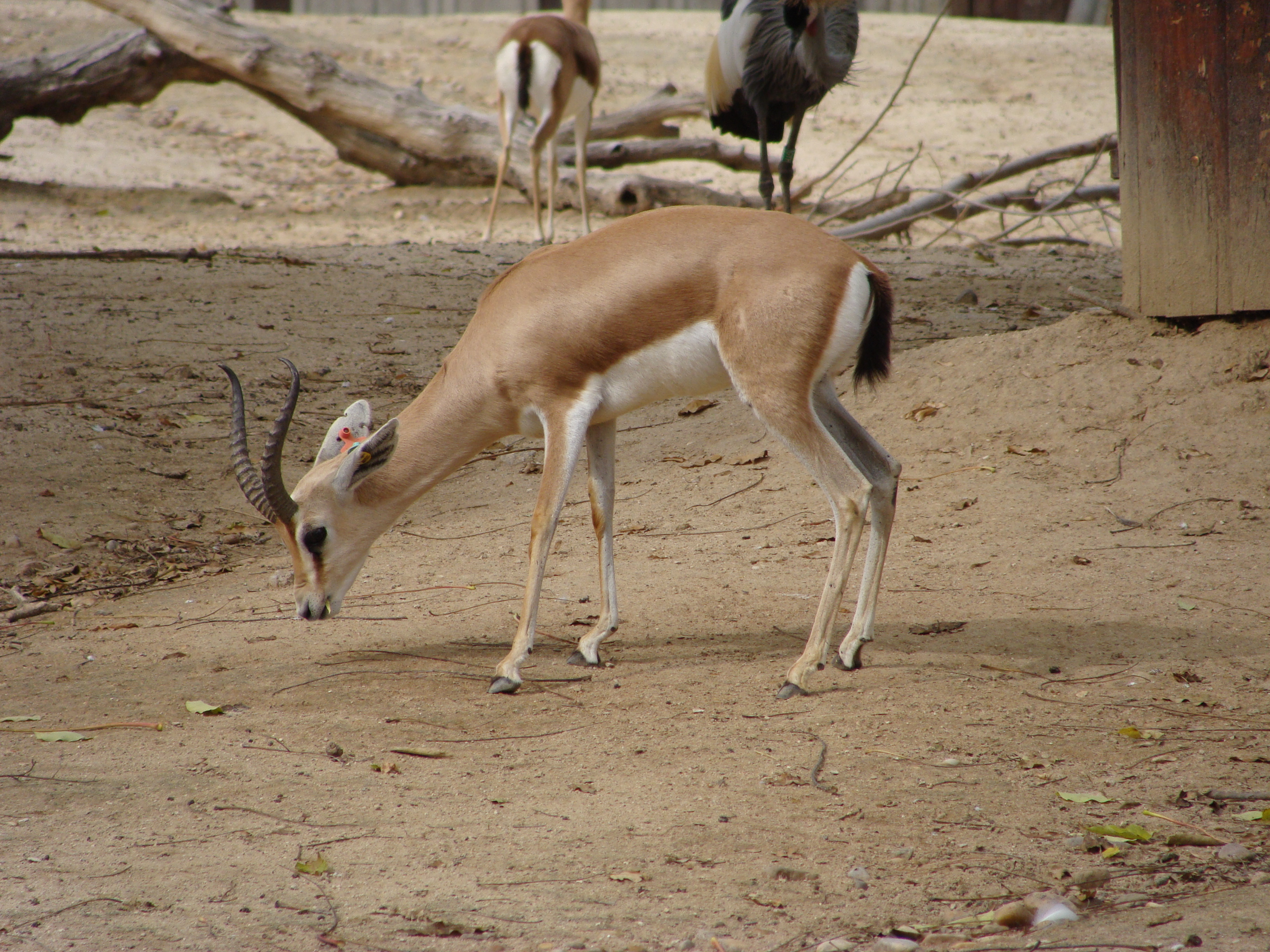
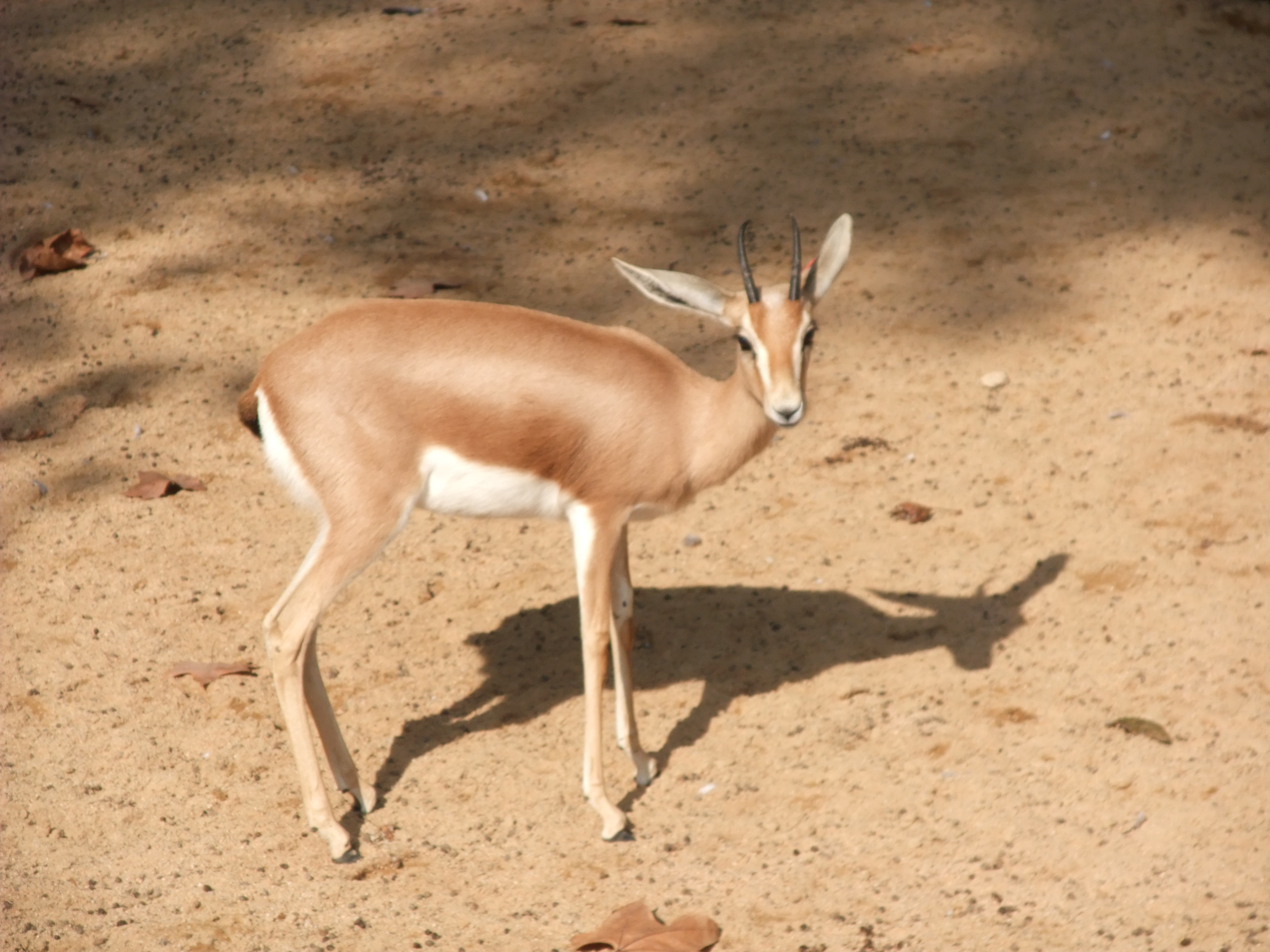
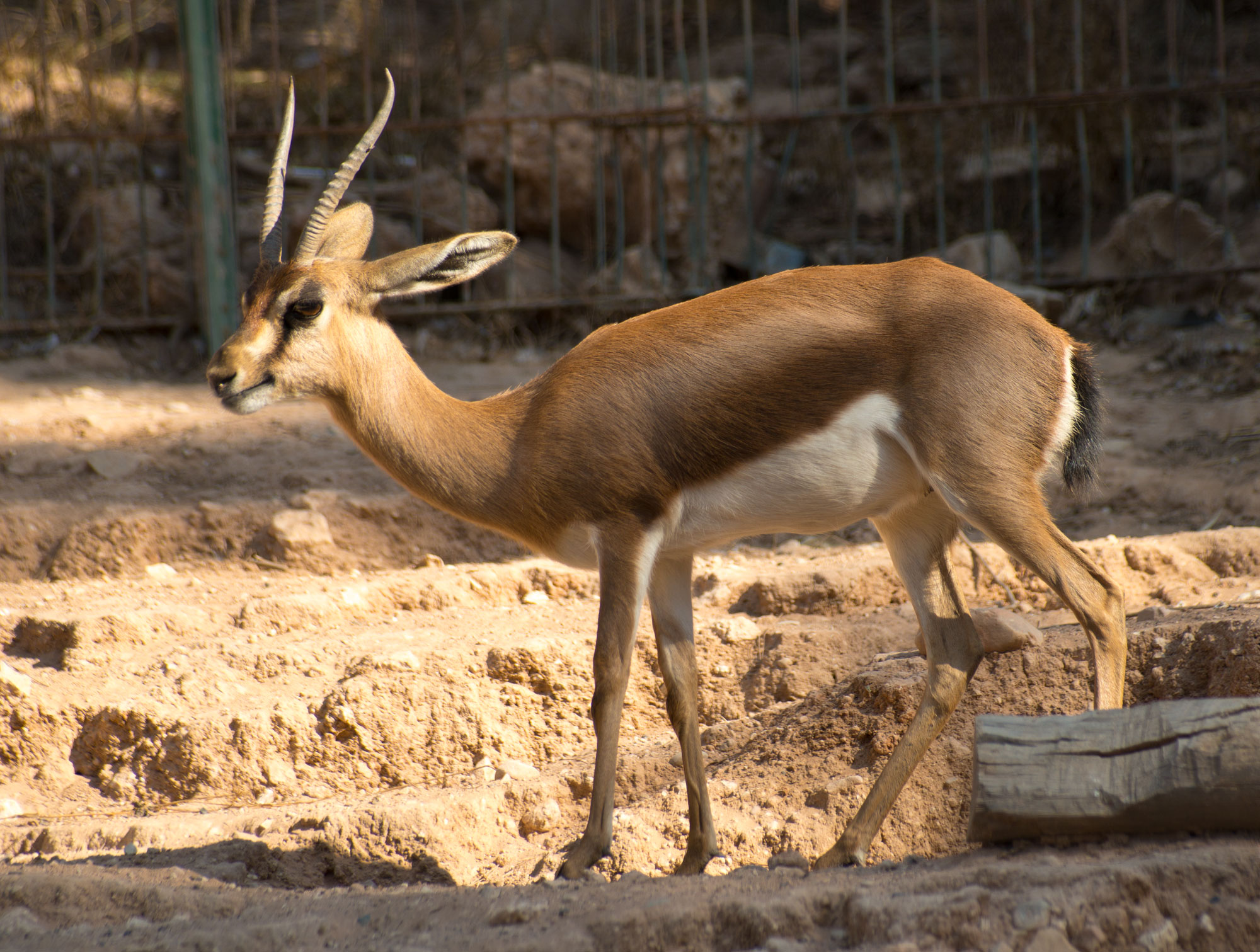
Доркас в зоопарке Агадира (Марокко)
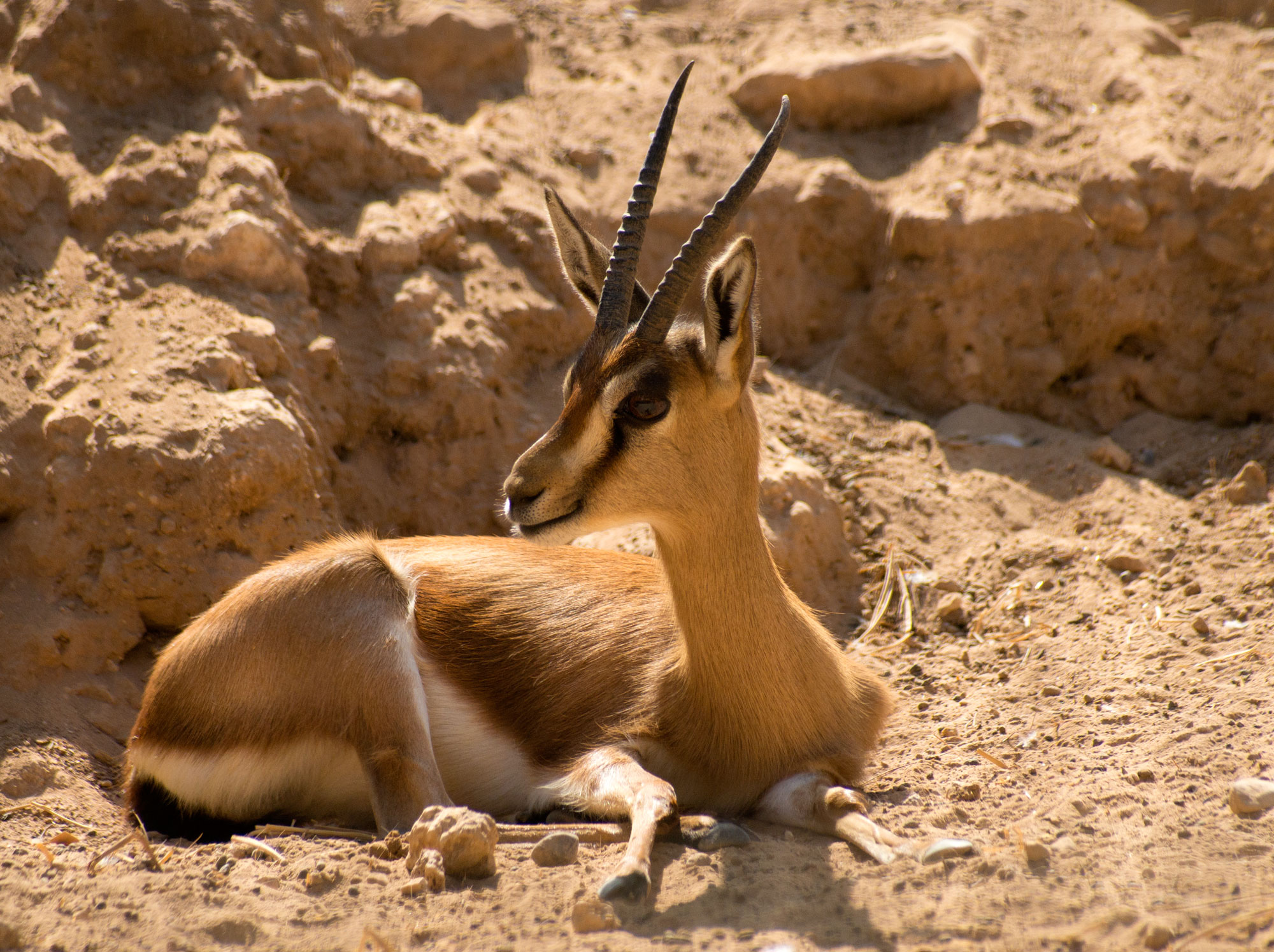